# La Presita, Comonfort
La Presita är en ort i Mexiko.   Den ligger i kommunen Comonfort och delstaten Guanajuato, i den centrala delen av landet, 220 km nordväst om huvudstaden Mexico City. La Presita ligger 1 813 meter över havet och antalet invånare är 259.
Terrängen runt La Presita är kuperad österut, men västerut är den platt. Runt La Presita är det ganska tätbefolkat, med 149 invånare per kvadratkilometer. Närmaste större samhälle är Comonfort, 2,0 km väster om La Presita. I omgivningarna runt La Presita växer huvudsakligen savannskog.